# Édouard Kargu
Édouard Kargulewicz dit Kargu est un footballeur international français né le 16 décembre 1925 à Rytwiany (Pologne) et mort le 13 mars 2010 dans sa maison de Camblanes-et-Meynac (Gironde),.
Il était attaquant aux Girondins de Bordeaux. Avec cette équipe il a marqué 105 buts en 208 matchs de Division 1, entre 1949 et 1956.

## Biographie
Edouard Kargu a consacré sa vie au football, et plus particulièrement aux surfaces de réparation des équipes adverses. D'origine polonaise, Edouard Kargulewicz arrive en France avec ses parents après la Seconde Guerre mondiale. Il commence sa carrière de footballeur à l'AS Giraumont, passera ensuite par le CS Blénod avant de poser ses valises chez les Girondins de Bordeaux en 1947.

## Carrière de joueur
- AS Giraumont ( France)
- CS Blénod ( France)
- Cognac ( France)
- Girondins de Bordeaux ( France) (1947-1958)[4]

## Palmarès
- International A de 1950 à 1953 (11 sélections et 3 buts marqués)
- Champion de France en 1950 (avec les Girondins de Bordeaux)
- Finaliste de la Coupe de France en 1952 et 1955 (avec les Girondins de Bordeaux)
- Meilleur buteur du Championnat de France 1954 (27 buts, avec les Girondins de Bordeaux)